# Уильямс, Майкл (баскетболист)
Майкл Дуглас Уильямс (англ. Micheal Douglas Williams; род. 23 июля 1966, Даллас) — американский баскетболист, ставший бизнесменом, игравший на позиции разыгрывающего защитника в Национальной баскетбольной ассоциации (НБА). Он является рекордсменом НБА по количеству реализованных последовательных штрафных бросков — 97.

## Карьера
Из Университета Бэйлора Уильямс был выбран под 48-м выбором на драфте НБА 1988 года командой «Детройт Пистонс», с которой он сыграл 49 игр в своем дебютном сезоне, набирая в среднем 2,4 очка и 1,4 передачи за игру. «Пистонс» выиграли чемпионат НБА в его первый год.
Уильямс был обменён в «Финикс Санз» в день драфта НБА 1989 года вместе с выбором «Пистонс» в первом раунде (27-й в общем зачете), Кенни Баттлом, в обмен на выбор «Санз» в первом раунде (24-й в общем зачете), Энтони Кука. Тот сезон он провел раздельно между «Финикс Санз» и «Шарлотт Хорнетс», набирая в среднем 5,6 очков и 2,9 передач за игру, прежде чем был приобретен командой «Индиана Пэйсерс» в 1990 году.
Он преуспел в течение двух сезонов в «Индиане», набирая в среднем 13,2 очка, 6,5 передач и реализовывая 87,5% штрафных бросков. Перед сезоном 1992/1993 он вместе с Чаком Персоном были отданы в «Миннесота Тимбервулвз» в обмен на Сэма Митчелла и Пуха Ричардсона. В  течение следующих двух сезонов в «Тимбервулвз» он показывал хорошие результаты, но из-за различных травм за свои последние четыре года в «Миннесоте» он принял участие всего в 35 играх (включая пропуск всего сезона 1996/1997). 21 января 1999 года Уильямс вместе с Желько Ребрачей были обменены в «Торонто Рэпторс» в рамках сделки трёх команд. К тому времени его карьера пошла на спад, и он сыграл всего две игры за канадский клуб, прежде чем завершил карьеру том же году.
По итогам сезона 1992/1993 Уильямс занял четвертое место в лиге по точности штрафных бросков — 90,7 % после выполнения своих последних 84 попыток. В процессе он побил рекорд Кэлвина Мерфи 1981 года — 78 последовательных штрафных бросков, продолжив свою серию в следующем сезоне (1993/94). По состоянию на 2022 год он по-прежнему удерживает рекорд НБА по последовательным реализованным штрафным броскам, выполненным в течение регулярного сезона — 97, охватывая 19 игр регулярного сезона с 24 марта по 9 ноября 1993 года.

## Статистика

### Статистика в НБА
| Сезон                                                                                    | Команда   | Регулярный сезон | Регулярный сезон | Регулярный сезон | Регулярный сезон | Регулярный сезон | Регулярный сезон | Регулярный сезон | Регулярный сезон | Регулярный сезон | Регулярный сезон | Регулярный сезон | Серия плей-офф | Серия плей-офф | Серия плей-офф | Серия плей-офф | Серия плей-офф | Серия плей-офф | Серия плей-офф | Серия плей-офф | Серия плей-офф | Серия плей-офф | Серия плей-офф |
| Сезон                                                                                    | Команда   | GP               | GS               | MPG              | FG%              | 3P%              | FT%              | RPG              | APG              | SPG              | BPG              | PPG              | GP             | GS             | MPG            | FG%            | 3P%            | FT%            | RPG            | APG            | SPG            | BPG            | PPG            |
| ---------------------------------------------------------------------------------------- | --------- | ---------------- | ---------------- | ---------------- | ---------------- | ---------------- | ---------------- | ---------------- | ---------------- | ---------------- | ---------------- | ---------------- | -------------- | -------------- | -------------- | -------------- | -------------- | -------------- | -------------- | -------------- | -------------- | -------------- | -------------- |
| 1988/89                                                                                  | Детройт   | 49               | 0                | 7,3              | 36,4             | 22,2             | 66,0             | 0,6              | 1,4              | 0,3              | 0,1              | 2,6              | 4              | 0              | 1,5            | -              | -              | 100,0          | 0,5            | 0,5            | 0,3            | 0,0            | 0,5            |
| 1989/90                                                                                  | Финикс    | 6                | 0                | 4,3              | 20,0             | -                | 50,0             | 0,2              | 0,7              | 0,0              | 0,0              | 0,8              | Не участвовал  | Не участвовал  | Не участвовал  | Не участвовал  | Не участвовал  | Не участвовал  | Не участвовал  | Не участвовал  | Не участвовал  | Не участвовал  | Не участвовал  |
| 1989/90                                                                                  | Шарлотт   | 22               | 1                | 13,8             | 53,2             | 0,0              | 79,5             | 1,4              | 3,5              | 1,0              | 0,0              | 6,9              | Не участвовал  | Не участвовал  | Не участвовал  | Не участвовал  | Не участвовал  | Не участвовал  | Не участвовал  | Не участвовал  | Не участвовал  | Не участвовал  | Не участвовал  |
| 1990/91                                                                                  | Индиана   | 73               | 37               | 23,4             | 49,9             | 14,3             | 87,9             | 2,4              | 4,8              | 2,1              | 0,2              | 11,1             | 5              | 5              | 36,6           | 46,2           | 0,0            | 89,6           | 3,2            | 8,4            | 2,8            | 0,0            | 20,6           |
| 1991/92                                                                                  | Индиана   | 79               | 76               | 34,8             | 49,0             | 24,2             | 87,1             | 3,6              | 8,2              | 2,9              | 0,3              | 15,0             | 3              | 3              | 35,3           | 41,9           | 33,3           | 73,3           | 2,7            | 8,0            | 3,0            | 0,0            | 16,7           |
| 1992/93                                                                                  | Миннесота | 76               | 76               | 35,0             | 44,6             | 24,3             | 90,7             | 3,6              | 8,7              | 2,2              | 0,3              | 15,1             | Не участвовал  | Не участвовал  | Не участвовал  | Не участвовал  | Не участвовал  | Не участвовал  | Не участвовал  | Не участвовал  | Не участвовал  | Не участвовал  | Не участвовал  |
| 1993/94                                                                                  | Миннесота | 71               | 66               | 31,1             | 45,7             | 22,2             | 83,9             | 3,1              | 7,2              | 1,7              | 0,3              | 13,7             | Не участвовал  | Не участвовал  | Не участвовал  | Не участвовал  | Не участвовал  | Не участвовал  | Не участвовал  | Не участвовал  | Не участвовал  | Не участвовал  | Не участвовал  |
| 1994/95                                                                                  | Миннесота | 1                | 1                | 28,0             | 25,0             | -                | 80,0             | 1,0              | 3,0              | 2,0              | 0,0              | 6,0              | Не участвовал  | Не участвовал  | Не участвовал  | Не участвовал  | Не участвовал  | Не участвовал  | Не участвовал  | Не участвовал  | Не участвовал  | Не участвовал  | Не участвовал  |
| 1995/96                                                                                  | Миннесота | 9                | 7                | 21,0             | 32,5             | 33,3             | 84,8             | 2,6              | 3,4              | 0,6              | 0,3              | 6,1              | Не участвовал  | Не участвовал  | Не участвовал  | Не участвовал  | Не участвовал  | Не участвовал  | Не участвовал  | Не участвовал  | Не участвовал  | Не участвовал  | Не участвовал  |
| 1997/98                                                                                  | Миннесота | 25               | 0                | 6,4              | 33,3             | 0,0              | 97,0             | 0,6              | 1,3              | 0,4              | 0,1              | 2,6              | 4              | 0              | 14,5           | 40,0           | 50,0           | 77,8           | 2,3            | 2,8            | 0,8            | 0,3            | 5,0            |
| 1998/99                                                                                  | Торонто   | 2                | 0                | 7,5              | 20,0             | -                | -                | 0,5              | 0,0              | 0,0              | 0,0              | 1,0              | Не участвовал  | Не участвовал  | Не участвовал  | Не участвовал  | Не участвовал  | Не участвовал  | Не участвовал  | Не участвовал  | Не участвовал  | Не участвовал  | Не участвовал  |
|                                                                                          | Всего     | 413              | 264              | 25,2             | 46,4             | 22,7             | 86,8             | 2,5              | 5,8              | 1,7              | 0,2              | 11,0             | 16             | 8              | 22,1           | 43,9           | 33,3           | 85,1           | 2,2            | 4,9            | 1,7            | 0,1            | 10,9           |
| Наведите курсор мыши на аббревиатуры в заголовке таблицы, чтобы прочесть их расшифровку. |           |                  |                  |                  |                  |                  |                  |                  |                  |                  |                  |                  |                |                |                |                |                |                |                |                |                |                |                |